# Conversion interne
La conversion interne est un processus électromagnétique et un mode de désexcitation nucléaire par lequel un électron, acquérant directement l'énergie d'excitation d'un noyau atomique, est expulsé de l'atome. Il s'agit également de l'un des trois mécanismes par lesquels un noyau dans un état excité peut se désexciter ; les deux autres étant la radioactivité γ et la création de paires lorsque les conditions énergétiques le permettent pour ce dernier. La conversion interne se traduit donc par l'émission d'un électron énergétique, mais en dehors de tout processus de désintégration β− : les électrons provenant d'une conversion interne ont donc toujours une énergie déterminée, à la différence de ceux issus d'une désintégration β−, qui partagent l'énergie de désintégration dans des proportions variables avec l'antineutrino électronique émis avec eux. Cette absence de neutrino implique également l'absence de transmutation, contrairement à une désintégration β− : la nature chimique de l'élément ne change pas.

## Historique
Otto von Baeyer (de) et Otto Hahn ont identifié pour la première fois des électrons mono-énergétiques issus d’une décroissance radioactive en 1910, à l’aide de déflecteurs magnétiques,. Une étude approfondie de ces électrons a permis à Otto Hahn et Lise Meitner de découvrir le coefficient de conversion interne en 1924. Par la suite, les premières approches théoriques correctes qui décrivirent la conversion interne furent publiées en 1932 par H.R. Hulme, pour le cas de radiations dipolaires électriques, et par Harold Taylor (en) et Nevill Mott, pour le cas des radiations quadrupolaires électriques. Les premiers calculs prenant en compte des composantes dipolaire, quadrupolaire et octupolaires magnétiques furent publiés en 1934, par J. B. Fisk et Harold Taylor,. Ces premiers calculs furent réalisés pour les électrons de la couche K.

## Mécanisme
Dans le modèle mathématique de la mécanique quantique pour le processus de la conversion interne, la fonction d’onde d’un électron d’une couche interne (habituellement un électron « s ») pénètre le volume du noyau atomique. Cela signifie qu’il existe une probabilité finie de trouver l’électron à l’intérieur du noyau. C’est typiquement ce qui se passe lors d’une capture électronique, au cours de laquelle une interaction faible entre un électron et un proton conduit à la formation d’un neutron, avec libération d’un neutrino électronique. Lorsque cela se produit, l’électron peut se coupler avec un état d’énergie excité du noyau et prendre l’énergie de la transition nucléaire directement, sans qu’un rayon gamma intermédiaire soit précédemment produit. L’énergie cinétique de l’électron émis, {\displaystyle E_{ceX}}, est égale à l’énergie de transition dans le noyau, {\displaystyle E_{\gamma }}, moins l'énergie de liaison de l’électron dans l’atome, {\displaystyle E_{X}} :
{\displaystyle E_{ceX}=E_{\gamma }-E_{X}}
La plupart des électrons de conversion interne viennent de la couche K (l’état « 1s »), étant donné que les deux électrons se trouvant sur cette couche ont la plus grande probabilité de se trouver à l’intérieur du noyau. Cependant, les états « s » des couches L, M et N (c’est-à-dire les états « 2s », « 3s » et « 4s ») sont également capables de se coupler aux champs nucléaires, et provoquent l’éjection d’électron de conversion interne depuis ces couches (appelées conversion interne L, M ou N). Les rapports de probabilités de conversion interne de la couche K sur les autres couches internes L, M et N pour différents nucléides sont parfois utilisés.
L’énergie fournie à l’électron « s » doit être au minimum égale à l'énergie de liaison atomique de cet électron, afin de l’éjecter de l’atome pour aboutir à une conversion interne ; c’est-à-dire que la conversion interne ne peut pas avoir lieu si l’énergie de décroissance du noyau est insuffisante pour surpasser l’énergie de liaison atomique. Il existe quelques radionucléides pour lesquels l’énergie de décroissance n’est pas suffisante pour convertir (éjecter) un électron « 1s » (couche K) ; c’est le cas, en particulier, pour les noyaux très lourds,. Ainsi ces noyaux doivent-ils, pour décroitre par conversion interne, décroitre en éjectant des électrons des couches L, M ou N (c’est-à-dire en éjectant les électrons « 2s », « 3s » ou « 4s »), étant donné que les énergies de liaison y sont plus petites. La mise en jeu d’électrons des couches O a également été observée, même si la probabilité de présence de ces électrons à l’intérieur du noyau y est encore plus petite.
Bien que les électrons « s » soient plus susceptibles de subir un processus de conversion interne, du fait de leur plus grande probabilité de présence dans le noyau atomique comparés aux électrons avec un moment angulaire orbital plus grand, des études spectrales montrent que les électrons « p » (des couches L et supérieures) sont occasionnellement éjectés dans le processus de conversion interne[réf. souhaitée].
Après que l’électron de conversion interne a été émis, l’atome présente une vacance dans l’une de ses couches électroniques, habituellement une couche interne. Ce trou sera comblé par un électron périphérique, qui émet un rayon X caractéristique, ou transfère son excès d’énergie à un autre électron de l’atome, électron à son tour expulsé par effet Auger. Ce processus en cascade se termine lorsque toutes les vacances ont été remplies.

## Occurrence
La conversion interne est favorisée dès que l'énergie disponible pour une transition gamma est petite. Il s'agit également du mode de désexcitation primaire des transitions 0+→0+ (c'est-à-dire E0). Les transitions 0+→0+ ont lieu lorsque l'état excité du noyau a un spin nul et une parité positive et décroissent vers l'état fondamental, lui aussi de spin nul et de parité positive (tels que tous les nucléides avec des nombres pairs de protons et de neutrons). Dans ces cas, la désexcitation ne peut pas avoir lieu par émission d'un seul rayon gamma, puisque cela violerait la conservation du moment angulaire. Ainsi d'autres mécanismes, tels que la conversion interne, prédominent-ils. Cela montre également que la conversion interne (contrairement à ce que son nom pourrait laisser croire) n'est pas un processus en deux étapes, où un rayon gamma serait d'abord émis avant d'être converti.

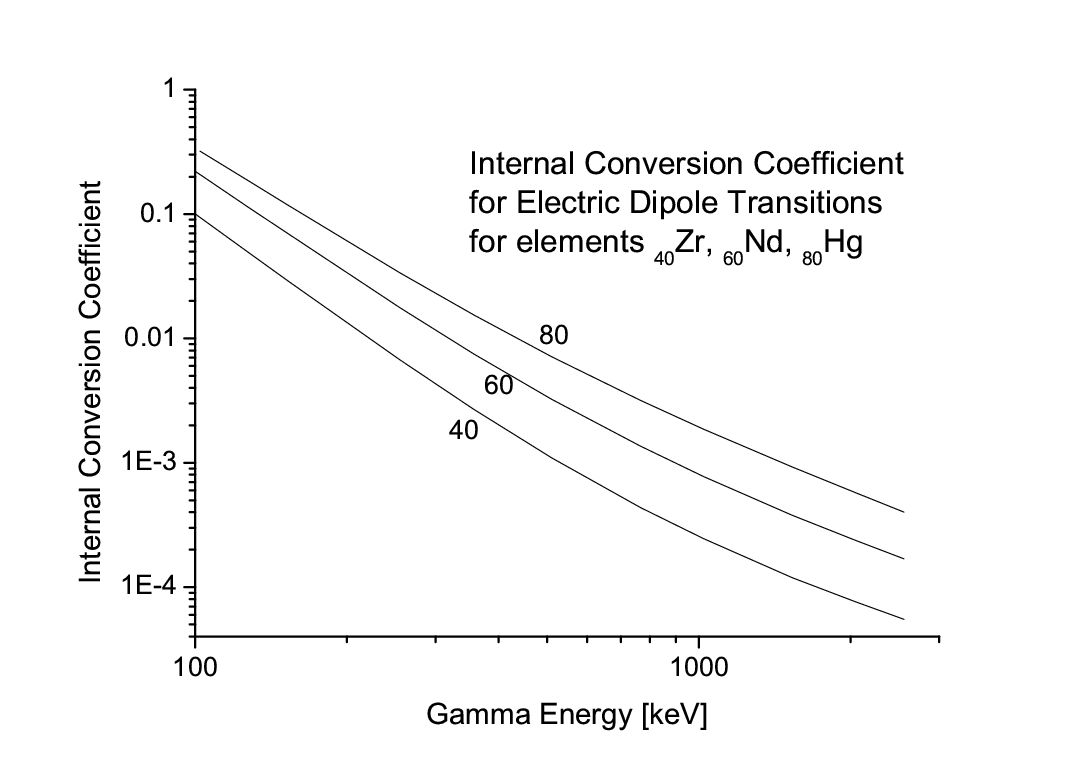
Coefficient de conversion interne pour les transitions E1 pour Z = 40, 60, et 80 d'après la table de Sliv et Band, en fonction de l'énergie de transition.

La compétition entre la conversion interne et l'émission gamma est quantifiée sous la forme du coefficient de conversion interne, qui correspond, pour chaque nucléide, à la fraction de désintégrations se produisant par conversion interne par rapport à celles se produisant par émission γ. Par exemple, dans la décroissance d'un état excité à 35 keV du 125Te (qui est produit lors de la décroissance de l'125I), 7 % des décroissances émettent de l'énergie sous forme de rayons gamma, tandis que 93 % de l'énergie émise l'est en tant qu'électrons convertis. Ainsi cet état excité du 125Te a-t-il un coefficient de conversion interne de α = 93/7 = 13,3.
Lorsque le numéro atomique (Z) augmente et que l'énergie du rayon gamma diminue, les coefficients de conversion interne augmentent. Par exemple, les coefficients de conversion interne calculés pour des transitions dipolaires électriques (E1), pour Z=40, 60 et 80, sont affichés sur la figure.
Le coefficient de conversion interne a été estimé par une méthode de Monte-Carlo pour un certain nombre de radioisotopes : 55Fe, 67Ga, 99mTc, 111In, 113mIn, 115mIn, 123I, 125I, 193mPt, 201Tl et 203Pb.

## Similitudes
La conversion interne ne doit pas être confondue avec l'effet photoélectrique consécutif à l'absorption, par un électron de l'atome, d'un photon γ émis par le noyau : cet électron est expulsé, comme dans le cas d'une conversion interne, mais avec une probabilité et une énergie différentes, car le mécanisme n'est pas le même : la conversion interne est un transfert direct d'énergie, tandis que l'effet photoélectrique implique un photon intermédiaire ; la description quantique de la conversion interne peut faire appel à un photon virtuel, mais il ne s'agit pas d'un photon réel émis par transition énergétique du noyau. Il en résulte que la conversion interne peut se faire sans changement de spin.

## Exemple: la décroissance du203Hg

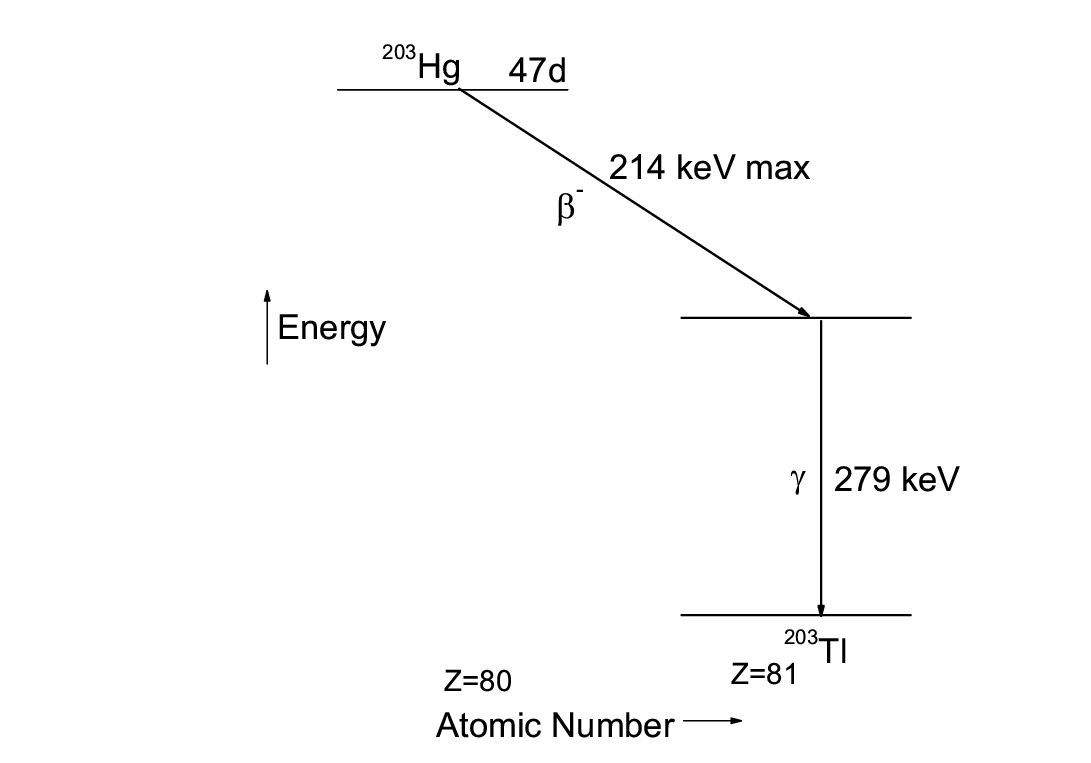
Schéma de décroissance du 203Hg.

Spectre en énergie électronique du 203Hg, d'après Wapstra et al., Physica 20 (1954) 169

Le schéma de désintégration sur la gauche montre que le 203Hg produit un spectre bêta continu avec une énergie maximale de 214 keV, et qui conduit à un état excité du noyau fils de 203Tl. Cet état décroit très rapidement (en 2,8 × 10−10 s) vers l’état fondamental du 203Tl, en émettant un rayon gamma de 279 keV.
La figure sur la droite montre le spectre en énergie électronique du 203Hg, mesuré au moyen d'un spectromètre magnétique. Le spectre bêta continu est bien visible, ainsi que les pics K, L et M dus à la conversion interne. Puisque l'énergie de liaison des électrons K dans le 203Tl s'élève à 85 keV, les lignes K ont une énergie de 279 - 85 = 194 keV. Du fait d'une énergie de liaison moindre, les pics L et M ont des énergies plus grandes. Enfin, du fait de la résolution en énergie du spectromètre qui n'est pas infinie, les pics ont une forme gaussienne de largeur finie.